# Guerra de Iguape
La guerra de Iguape ocurrió entre los años 1534 y 1536 en la región de la Capitanía de San Vicente, actual Estado de São Paulo en Brasil. Un grupo de españoles supervivientes de las expediciones de Juan Díaz de Solís (1516), de frey Jofre García de Loaisa (1525) y de Sebastián Caboto liderados por Ruy García de Mosquera, a fines de 1529 se dirigieron desde el Río de la Plata a las costas del Brasil y se instalaron en la región, aliándose con los indígenas carijós o carios (guaraníes). Fundaron un poblado y entraron en conflicto con la Corona de Portugal, retirándose finalmente de regreso al Río de la Plata.

## Antecedentes
Una expedición portuguesa comandada por Gaspar de Lemos o por Gonzalo Coelho (las fuentes difieren) y Américo Vespucio llegó a la isla de São Vicente el 22 de enero de 1502, dándole nombre. El 24 de enero llegaron al lugar que denominaron barra del río Cananor y abandonaron en la isla de Cardoso (llamada Marataiama por los carijós) a Cosme Fernandes Pessoa (llamado el bachiller de Cananéia por su título universitario) un cristiano nuevo (judío converso al cristianismo), primer europeo que habitó Brasil, y que Ruy Díaz de Guzmán llama Duarte Pérez o Duarte Piris en su poema
La Argentina manuscrita. o
La Argentina. Historia del Descubrimiento y Conquista del Río de la Plata.
Fernandes logró prestigio entre los indígenas locales, se unió con una hija del cacique Ariró y estableció en un poblado desde el que de hecho gobernaba y controlaba el comercio de la región. Según un documento encontrado por el historiador portugués Jaime Cortesão, el bachiller (Bacharel) ya vivía en Brasil antes de la llegada de Pedro Álvares Cabral en 1500, contradiciendo la versión tradicional. Se lo cita en un documento datado el 24 de abril de 1499, descubierto por Cortesão, en el cual se reporta un posible viaje no oficial de Bartolomé Díaz al Brasil. Otro documento, de 1526, describe el poblado de São Vicente, informando que tendría una docena de casas, siendo sólo una de piedra, con una torre para defensa, por lo que muchos historiadores creen que Fernandes habría sido el verdadero fundador de São Vicente. Cuando el 15 de enero de 1528 el español Diego García de Moguer, de paso al Río de la Plata, llegó a Cananéia relató que Fernandes (a quien llamó Bacharel de Cananéia) vivía entre los indígenas con 6 mujeres, más de 200 esclavos y más de mil guerreros.
En el invierno de 1526, en Puerto de los Patos de la isla de Santa Catarina, después de conocer narraciones sobre los tesoros del rey Blanco, 32 españoles desertaron de la nao San Gabriel comandada por el desertor Rodrigo de Acuña de la expedición de García Jofre de Loaísa. El barco había sido atacado por tres galeones franceses y debió recalar en Santa Catalina. Un grupo de esos desertores (probablemente seis) viajaron cerca de 300 km hacia el norte y arribaron a Cananéia, incorporándose al poblado de Fernandes en donde dos de ellos, Gonzalo de Costa y Francisco de Chávez, se casaron con hijas de Fernandes. Chávez era el único europeo que había sobrevivido de la expedición de Aleixo Garcia al Imperio incaico. 
El grupo de 40 españoles liderados por el teniente Ruy García de Mosquera en 1529 había partido en un bergantín desde el Fuerte de Sancti Spíritu en el río Paraná en busca de alimentos. Cuando retornaron encontraron destruido el fuerte, mientras que Caboto había partido para España. Como el barco fabricado en el lugar no era apto para viajar a Europa, decidieron dirigirse a las costas del sur del actual Brasil, en donde sabían que se hallaba Cosme Fernandes. Llegaron a Cananéia y se establecieron más al norte en la isla Comprida, en donde fundaron el poblado de I Caa Para o Iguape. Se aliaron con Fernandes, ayudándolo a mantener su poblado amenazado por naves corsarias. 

## Expedición de Martim Afonso de Sousa
Fernandes fue acusado ante el rey de Portugal, por dos amigos que en cambio recibieron donaciones en tierras, de mantener relaciones con españoles, con peligro para el dominio portugués en la región. El 3 de diciembre de 1530 partió de Portugal envió una expedición al mando de Martim Afonso de Sousa, que entre sus objetivos estaba primeramente establecer oficialmente la colonización del Brasil, confirmando el poder de la Corona portuguesa allí. La expedición estaba compuesta por dos naos, dos carabelas y un galeón, tripulados por 400 hombres. Según quienes creen que Fernandes se estableció en el lugar de la futura São Vicente, avisado, incendió el poblado y se retiró con su personal hacia Cananéia. Luego de combatir contra corsarios franceses, Sousa arribó a Cananéia el 12 de agosto de 1531, en donde tomó contacto con Fernandes y con Chávez, concertando que este último guiara una expedición de su capitán Pero Lobo Pinheiro hacia el Imperio incaico. Los ochenta integrantes de la expedición de Pero Lobo Pinheiro y un grupo indígenas que los acompañaba fueron masacrados por los carijós en las márgenes del río Iguazú poco después de partir de Cananéia el 1 de septiembre de 1531. 
El 26 de septiembre de 1531 Sousa zarpó hacia el Río de la Plata, pero naufragó y retornó a Cananéia el 8 de enero de 1532, desde donde siguió al norte y llegó a la isla de São Vicente. Allí el 22 de enero de 1532 fundó oficialmente la primera villa del Brasil: São Vicente. Los portugueses contaron con la ayuda del náufrago portugués João Ramalho, quien había llegado a la región en 1513 y había logrado una buena posición entre los indígenas guayazanes en el planalto de Piratininga.
Sousa distribuyó sesmarías y efectuó diversas edificaciones, dejando São Vicente poblada y organizada. Obtuvo de Juan III la autorización para crear el sistema de las capitanías hereditarias y eligió para sí los territorios en donde ya había construido establecimientos a costa de la Corona, la Capitanía de San Vicente. Esta capitanía se extendía por 45 leguas de costa desde las cercanías de la isla de Mel en la bahía de Paranaguá hasta barra de Bertioga en el cabo Frío. Fernandes se estableció en São Vicente y al conocer Sousa lo ocurrido a Pero Lobo Pinheiro, sospechó que la masacre pudiera haber sido planeada por Fernandes y los desertores españoles, por lo que ordenó su regreso a Cananéia, que era su lugar de destierro. Sousa partió de regreso a Portugal el 22 de mayo de 1533, dejando la administración en las manos de Brás Cubas.

## Guerra

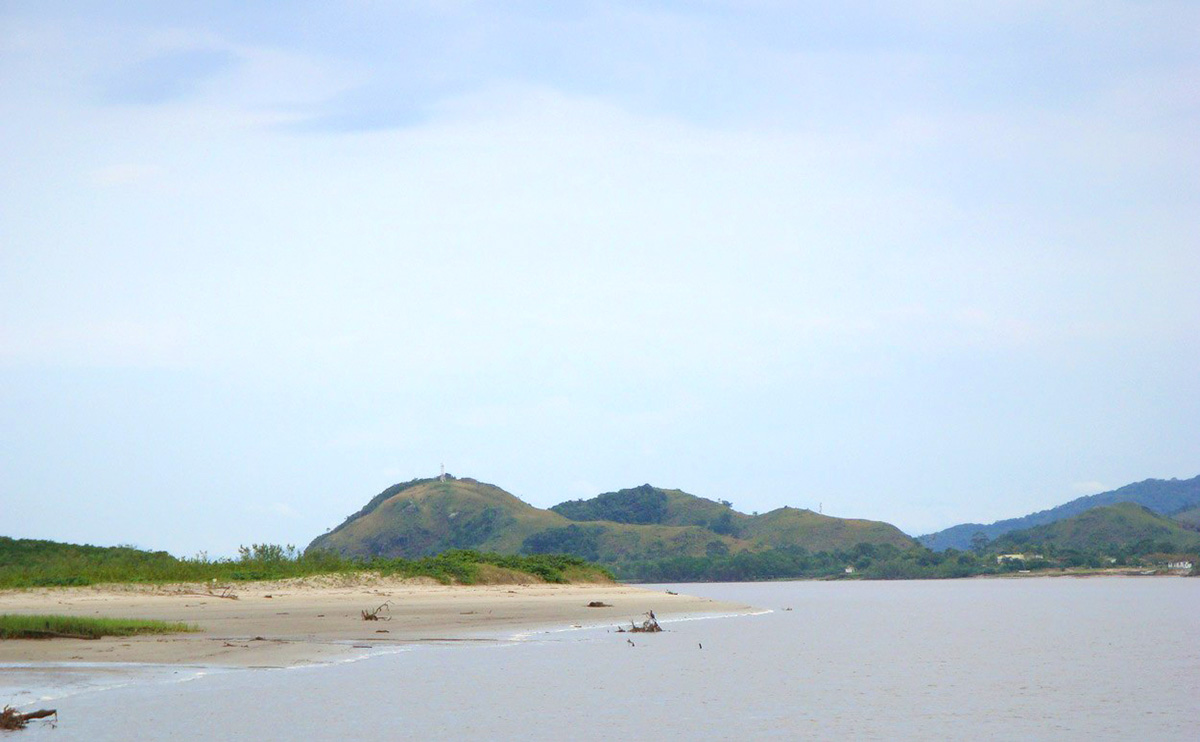
Outeiro do Bacharel visto desde la barra de Icapara.

Temeroso de su seguridad, Fernandes se dirigió con su familia a Iguape, en donde se hallaba su aliado Mosquera. Fernandes recibió allí una notificación enviada desde São Vicente por la cual se le ordenaba que fuese a cumplir su destierro a Cananéia, mientras que a los españoles se los intimaba a que prestasen obediencia al rey de Portugal Juan III y al gobernador Martim Afonso de Sousa. En caso contrario se les daba un plazo perentorio de treinta días para abandonar la región, so pena de muerte y de confiscación de bienes, señalándoseles que estaban en un área adjudicada a Portugal por el Tratado de Tordesillas. Mosquera respondió que no reconocía la jurisdicción de la Corona portuguesa, ya que se encontraba en lo que él entendía eran tierras del Reino de Castilla.
Se enteraron de que Sousa estaba preparando una expedición al mando de Pero de Góis para intimar a los españoles a que entregasen a Fernandes y en 1536, ante la inminencia del ataque de los portugueses, Mosquera y Fernandes, apoyados por doscientos indígenas armados con arco y flecha, capturaron un navío corsario francés que poco antes arribara a Cananéia en busca de provisiones, apoderándose de sus armas y municiones. Ruy Díaz de Guzmán describió la captura del barco:

De estas demandas y respuestas vino a resultar muy gran desconformidad entre los unos y los otros; y en este tiempo sucedió el llegar a aquella costa un navío de franceses corsarios, los cuales llegados a la Cananea, entraron en aquel puerto, y siendo los españoles avisados, se determinaron de acometer al navío, y cogiendo en tierra dos marineros, que habían saltado a tomar provisión de los indios, una noche muy oscura cercaron el navío con muchas canoas y balsas, en que iban más de doscientos flecheros, y llevando consigo a los dos marineros franceses, les mandaron que dijesen que venían con el refresco y comida, que habían salido a buscar, y que no había de que recelarse, porque estaba todo muy quieto; con lo cual los que estaban en el navío, se aseguraron, y les echaron sus cabos, en tanto que tenían lugar de llegar las canoas, y echar arriba las escalas por donde subir; y saltando dentro los castellanos e indios, repentinamente pelearon con los franceses, los rindieron y tomaron el navío con muchas armas y municiones, y otras cosas que traían, con cuyo suceso quedaron los españoles muy bien pertrechados para cualquier acontecimiento (...)

Inmediatamente hicieron cavar una trinchera frente al poblado de Iguape, a los pies del morro conocido como Outeiro do Bacharel, guarneciéndola con cuatro de las piezas de artillería del navío francés. Luego dispusieron que veinte españoles y 150 indígenas emboscados en el manglar de mar Pequeña en la boca de la barra de Icapara, esperando a la fuerza portuguesa. Esta, compuesta por ochenta hombres, al desembarcar fue recibida con fuego de artillería, siendo desbaratada. En la retirada los sobreviventes fueron sorprendidos por los españoles emboscados en la boca de la barra, en donde los remanentes perecieron, siendo gravemente herido su capitán Pero de Góis, por un tiro de arcabuz.
Al día siguiente los españoles embarcaron en el navío francés, haciéndose preceder por el barco de Pero de Góis a manera de ardid, y atacaron por sorpresa la villa de São Vicente, que ocuparon y saquearon, matando a dos tercios de sus habitantes y dejándola casi destruida. Fernandes hizo ahorcar a su antiguo amigo, quien lo había traicionado, Henrique Montes. Entretanto, en virtud de las incursiones sistemáticas de las fuerzas portuguesas, que contaron con el apoyo de indígenas serranos rivales de los carijós, los españoles fueron forzados a retirarse abandonando Iguape, primero hacia la isla de Santa Catarina y después hacia el Río de la Plata, retornando Fernandes a Cananeia, en donde se cree fue asesinado por los carijós en 1537. Durante el asedio sufrido por la primitiva Buenos Aires en diciembre de 1536, el adelantado Pedro de Mendoza envió a Gonzalo de Mendoza en una nao a la costa del Brasil en busca de víveres. En 1537 Gonzalo de Mendoza llegó a la isla de Santa Catalina y retornó a Buenos Aires con víveres y con García de Mosquera y sus hombres.